# Топология стрелки
Топология стрелки — топология на вещественной прямой. Соответственное топологическое пространство иногда называется прямая Зоргенфрея. Строится путём введения базы топологии на вещественной прямой {\displaystyle \mathbb {R} }: открытой базой объявляются все полуинтервалы вида [a, b).
Эта топология часто используется в примерах и контрпримерах.
Также стрелкой называют вещественную прямую {\displaystyle \mathbb {R} } с топологией, состоящей из всех открытых лучей {\displaystyle (a,+\infty )}

## Свойства
- Мощность — континуум
- Сепарабельно (плотность счётна); наследственно сепарабельно[2]
- Несвязное[3]
- Нормальное пространство[4]
- Совершенно нормальное пространство[5]
- Не компактно[6], а всякое компактное подпространство — счётно[7]
- Число Линделёфа — счётно[8]
- Не полно по Чеху[9]
- Вещественно полно [10]
- Паракомпактно [11]
- Нульмерно и сильно нульмерно [12]
- Вес — континуум. [13]